# Sennelier
Sennelier är ett franskt företag och internationellt varumärke inom konstnärsmaterial, med produkter som inkluderar bland annat konstnärsfärger, såsom oljefärg, akrylfärg, akvarell och gouache, även temperafärg på tub, samt torra pigment och diverse tillbehör.
Företaget grundades av Gustave Sennelier 1887, då han köpte en butik i Paris för att sälja och tillverka konstnärsfärger.